# Треугольник (Израиль)

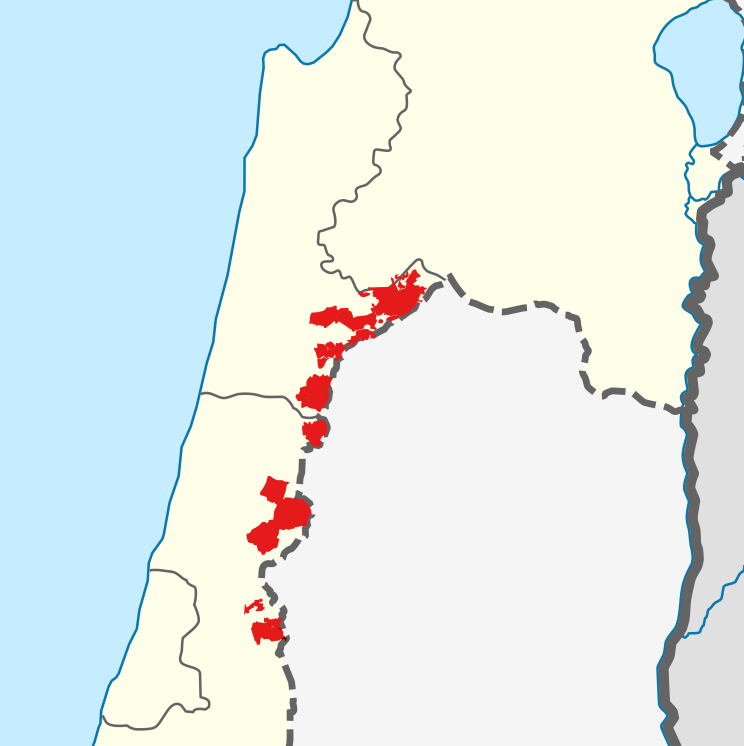

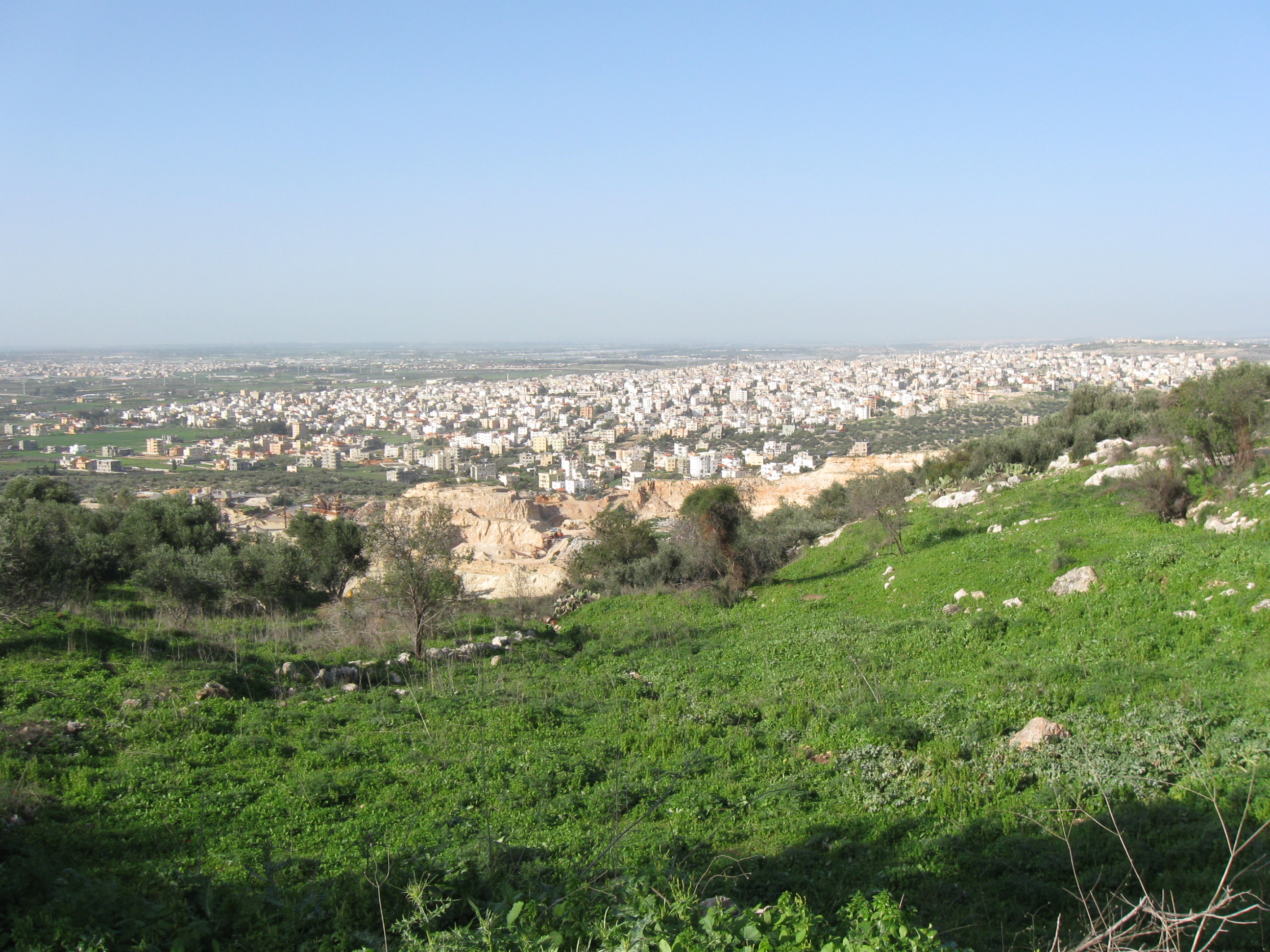
Вид на Тайбе, крупнейший город в южном треугольнике.

Треугольник (ивр. המשולש‎, HaMeshulash; араб. المثلث‎, al-Muthallath), ранее известный как Малый треугольник — концентрация городов и деревень израильских арабов рядом с зелёной линией. Находится на востоке равнины Шарон у подножия Самарии. Эта область расположена в восточных границах Центрального и Хайфского округов.
Треугольник в свою очередь делится на «Северный» (вокруг Кафр Кара, Арара, Бака-Джат и Умм-эль-Фахм) и «Южный» (вокруг Калансуа, Тайбе, Кафр-Касем, Тира, Кафр-Бара и Джальджулия). Умм-эль-Фахм и Тайбе являются социальными, культурными и экономическими центрами арабских жителей этих регионов. Треугольник является оплотом Исламского Движения в Израиле. Раид Салах, лидер северного крыла движения — бывший мэр Умм-эль-Фахм.

## История и статус
До войны 1948 года и до того, как Израиль установил свой суверенитет над районом Кафр Касем, Джальджулия и Кафр-Бара, место называлось «Малый треугольник», в отличие от большего «треугольника» между Дженином, Тулькармом и Наблусом, который стал известен интенсивными антиеврейскими атаками во время арабского восстания (1936—1939).
Изначально район должен был попасть под юрисдикцию Трансиордании, но во время переговоров (1949 Armistice Agreements) Израиль настоял, чтобы треугольник оказался с его стороны от «зеленой линии» по военным и стратегическим причинам. Для этого был произведен обмен территориями, и Израиль уступил южные холмы Хеврона. Позднее, этот термин был расширен, и теперь он включает также Вади Ара (современный северный треугольник), и слово «Малый» пропало из обихода.
Некоторые израильские политики предлагают передать треугольник Палестине в обмен на израильские поселения на западном берегу. В июле 2000 по опросу «Кул аль-Араб» среди 1,000 жителей Умм-эль-Фахма, 83 % респондентов выступают против передачи их города под юрисдикцию Палестины. Идея является важным пунктом «плана Либермана», который продвигается лидером НДИ Авигдором Либерманом, но вызывает несогласие израильских арабов.